# 低氧化物
低氧化物（英語：Suboxide）是一类特殊的氧化物，和相对“正常”的氧化物相比，其中低电负性的元素原子个数偏多。若低电负性的元素是金属，这氧化物有时被称作“富金屬氧化物”。例如铯的正常氧化物是Cs2O，是由Cs+与O2−形成的氧化物。而Cs11O3是铯的一种低氧化物，其中铯的氧化态显然小于+1，但氧离子依旧被认为是O2−。低氧化物的典型特征是金属—金属键，经常形成原子簇。
一些低氧化物的例子包括：
- 低氧化碳，C3O2；
- 低氧化硼，B6O；
- 低氧化铷，Rb9O2；
- 低氧化硅，SiOx (x < 2)

## 金属低氧化物
金属低氧化物是金屬氧化形成正常氧化物過程的中間產物。有些金屬暴露在少量的氧氣中時，會形成低氧化物：
22 Cs  +  3 O2  →  2 Cs11O3
4 Cs11O3  +  5 O2  →  22 Cs2O
一些铷和铯的低氧化物的特点已经用X射线晶体学进行研究。截至1997年，共发现以下几种：Rb9O2、Rb6O、Cs11O3、Cs4O、Cs7O、Cs11O3Rb、Cs11O3Rb2和Cs11O3Rb3。
| Rb9O2 cluster | Cs11O3 cluster |
| Rb9O2 原子簇  | Cs11O3 原子簇  |

## 低氧化碳
低氧化碳的結構比較簡單。其結構類似含有累积双键的有机物（如乙烯酮），此外C3O2符合八隅体规则。

## 相关化合物
氮和會和其他元素形成低氮化物（subnitride），比如Na16Ba6N，它的特点是氮原子为中心的八面体原子簇，六个钡原子嵌入钠形成的多面体中。